# Mustavaara (kulle i Finland, Kajanaland)
Mustavaara är en kulle i Finland. Den ligger i Puolango och landskapet Kajanaland, i den centrala delen av landet, 500 km norr om huvudstaden Helsingfors. Toppen på Mustavaara är 335 meter över havet.
Terrängen runt Mustavaara är huvudsakligen platt. Mustavaara ligger uppe på en höjd som går i nord-sydlig riktning.  Trakten runt Mustavaara är nära nog obefolkad, med mindre än två invånare per kvadratkilometer. Närmaste större samhälle är Puolango, 14,0 km sydväst om Mustavaara. 